# Цепилов, Юрий Сергеевич
Юрий Сергеевич Цепилов (2 января 1964 года, СССР) — советский, российский и эстонский хоккеист, тренер.

## Карьера
Начинал свою карьеру в киевском «Соколе». В своем дебютном сезоне провел три матча в Высшей Лиге. Затем Цепилов выступал за ряд клубов первой лиги. В 1988 году он переехал в Таллин и пополнил ряды местного «Таллекса». После обретения независимости Эстонии Цепилов остался в прибалтийской стране. свою карьеру он заканчивал в местных любительских командах.

## Тренерская деятельность
Еще продолжая играть, Юрий Цепилов вошел в тренерский штаб сборной Эстонии. С 2003 по 2006 год он самостоятельно возглавлял ее. В то время эстонцы стабильно выступали в Первом дивизионе Чемпионата мира по хоккею с шайбой.
В дальнейшем специалист работал с молодежной сборной страны. В 2009 году Цепилов привел клуб «Старз» к титулу чемпиона Эстонии. В последнее время тренер работает с любительской командой «Монстера», с которой участвует в соревнованиях Любительской хоккейной лиги среди ветеранов.

## Достижения
- Чемпион Эстонии (1): 2009.